# Evan Osnos

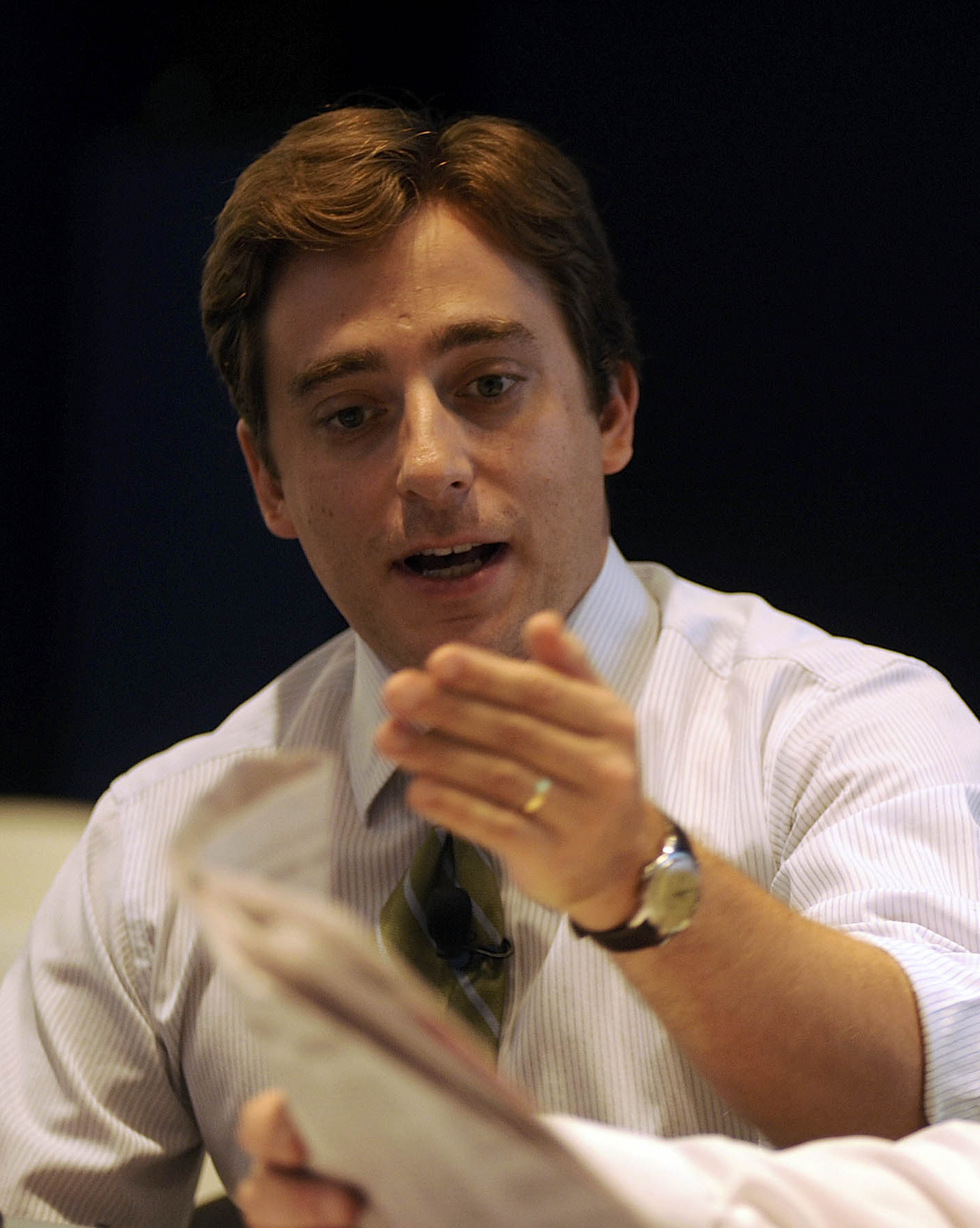
Evan Osnos (Annual Meeting of the New Champions 2011)

Evan Osnos (* 24. Dezember 1976 in London) ist ein US-amerikanischer Journalist und Autor. Seit 2008 arbeitet er für das Magazin The New Yorker. Bekannt wurde er vor allem durch seine Berichterstattung aus der Volksrepublik China. 2014 erschien sein erstes Buch, Age of Ambition: Chasing Fortune, Truth, and Faith in the New China, für das er mit dem National Book Award ausgezeichnet wurde.

## Leben
Evan Osnos wurde in London geboren. Seinen Schulabschluss machte er an der Greenwich High School. 1998 schloss er sein Studium an der Harvard University mit magna cum laude ab. 1999 begann Osnos für die Chicago Tribune zu arbeiten, zunächst als Lokalreporter, später als Auslandskorrespondent. Die Terroranschläge am 11. September 2001 erlebte er in New York. 2002 wurde er von seinem Arbeitgeber in den Nahen Osten geschickt. Er berichtete über den Irakkrieg sowie aus Ägypten, Saudi-Arabien, Syrien, Iran und anderen Staaten. 2005 wurde er erneut versetzt und Leiter des Pekinger Büros der Chicago Tribune. Zweimal, 2007 und 2011, war er Gast in der politischen Comedy-Show The Colbert Report, um über die Veränderungen in China zu diskutieren.
Zusammen mit Kollegen von der Chicago Tribune wurde er 2008 mit dem  Pulitzer-Preis für investigativen Journalismus ausgezeichnet. Im September 2008 nahm Osnos seine Tätigkeit für den New Yorker auf. Bis 2013 war er der China-Korrespondent des Magazins. Während dieser Zeit schrieb er den Blog Letter From China und verfasste unter anderem Artikel über junge Neokonservative in China, die Nuklearkatastrophe von Fukushima sowie das Zugunglück in einem Vorort von Wenzhou in der ostchinesischen Provinz Zhejiang. 2013 kehrte Osnos aus China in die USA zurück, um für den New Yorker über Innen- und Außenpolitik zu schreiben. So porträtierte er beispielsweise den US-Vizepräsidenten Joe Biden. Osnos ist mit Sarabeth Berman verheiratet. Das Paar lebt in Washington, D.C.

## Publikationen (Auswahl)
- Age of Ambition: Chasing Fortune, Truth, and Faith in the New China. Farrar, Straus and Giroux, 2014, ISBN 978-037428074-1.
  - Große Ambitionen – Chinas grenzenloser Traum. Dt. von Laura Su Bischoff. Suhrkamp Verlag, Berlin 2015, ISBN 978-3-518-42483-4.
- Joe Biden: The Life, the Run, and What Matters Now. Scribner, New York 2020, ISBN 978-1-98217-402-6.
  - Joe Biden: Ein Porträt. Aus dem Amerikanischen übersetzt von Ulrike Bischoff und Stephan Gebauer. Suhrkamp, Berlin 2020, ISBN 978-3-518-42999-0.[10]
- Wildland: The Making of America’s Fury. Bloomsbury, London 2021, ISBN 978-1-5266-3550-1.
  - Mein wütendes Land. Eine Reise durch die gespaltenen Staaten von Amerika. Suhrkamp, Berlin 2022, ISBN 978-3-518-43088-0.

## Auszeichnungen
- 2014: National Book Award
- 2011: Whitman Bassow Award
- 2008: Pulitzer-Preis für investigativen Journalismus
- 2007: Osborn Elliott Prize for Excellence in Journalism on Asia